# Think (IBM)

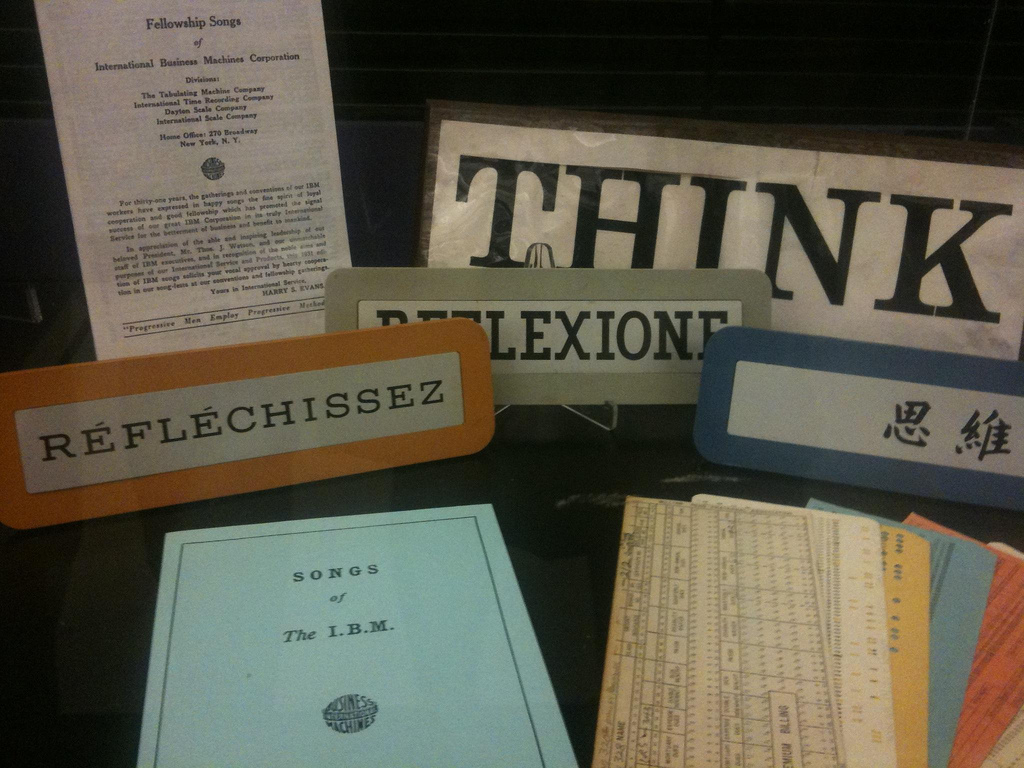
各国語による「THINK」サイン

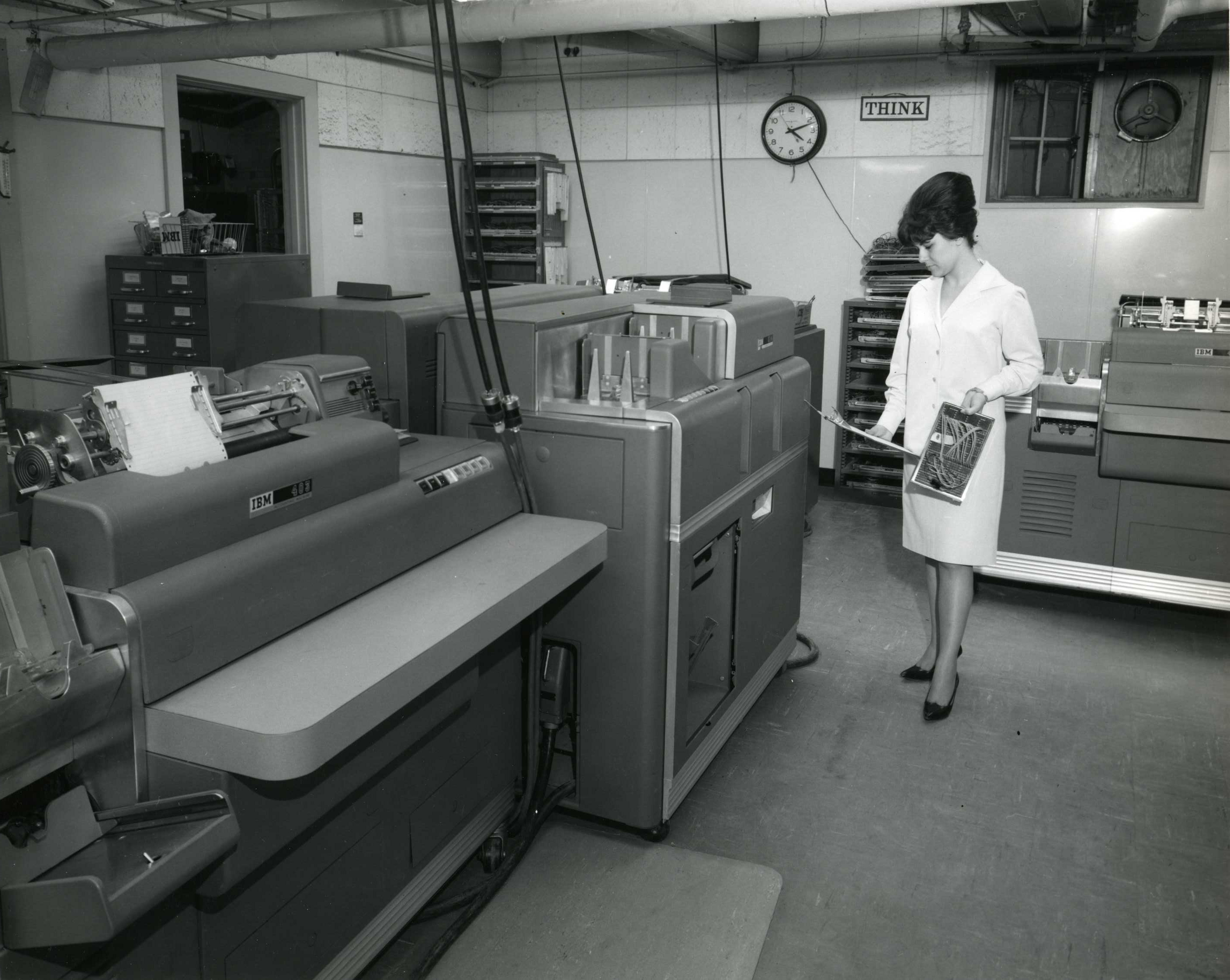
「THINK」サインが奥の壁に掲げられた、IBMのパンチカードデータ処理機が置かれた部屋、1960年ころ。

"THINK"（シンク：「思考」の意）は、トーマス・J・ワトソンが、ナショナル・キャッシュレジスター・カンパニー (NCR) の営業・広告本部長だったときに述べた「開闢以来、考えることはあらゆる前進を生み出す源だった。『考えていませんでした』というのでは、世界に何百万ドルもの損失を与えてしまうことになる。」という言葉に由来するモットー。1914年、ワトソンはこのモットーを携えて、ザ・コンピュータ・タビュレーティング・レコーディング・カンパニー(Computing Tabulating Recording Corporation (CTR)) の社長となり、同社は後にIBMとなった
IBMは現在もこのモットーを掲げており、ノートパソコンをThinkPad、デスクトップPCをThinkCentreと名付けたり、2011年9月にはニューヨークのリンカーン・センターで、Think exhibitという展示を行ったりしている。IBMのパーソナルコンピュータ事業及びx86サーバ部門を買収したレノボもThinkSystem、ThinkStationの命名などこれを受け継いでいる。

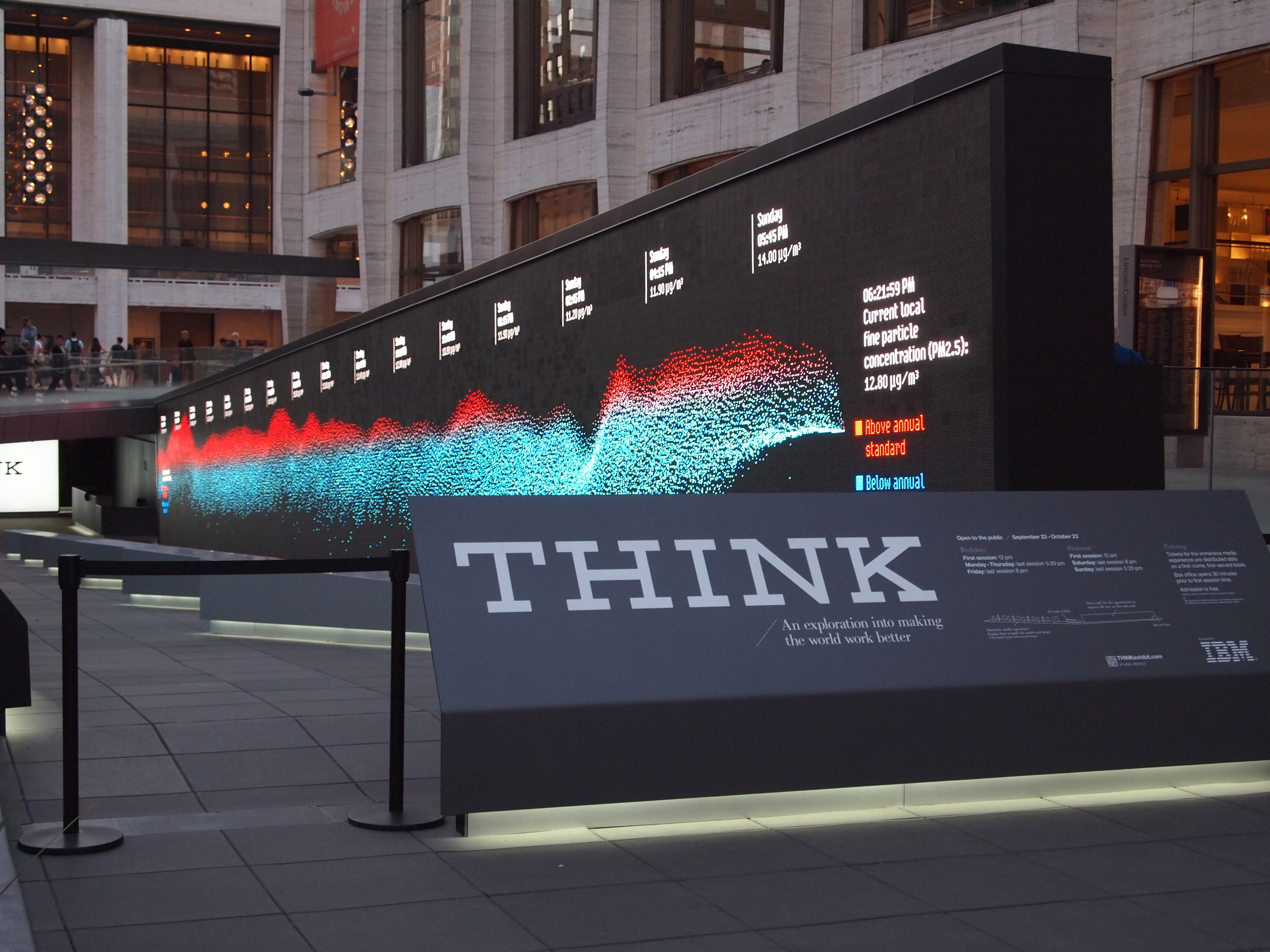
リンカーン・センターでの Think exhibit、2011年。